# تعليم حكومي ملائم مجاني
التعليم العام الملائم المجاني، أو FAPE، هو عبارة عن حق تعليمي للأطفال المعاقين بالولايات المتحدة بموجب قانون إعادة التأهيل لعام 1973](Rehabilitation Act of 1973) وقانون تعليم الأفراد المعاقين (Individuals with Disabilities Education Act)(IDEA). وبموجب الفقرة 504، يُعرف التعليم العام الملائم المجاني بأنه «توفير التعليم المنتظم أو الخاص والدعم والخدمات ذات الصلة التي يتم تقديمها لتلبية الاحتياجات الفردية للأشخاص المعاقين إلى جانب تلبية احتياجات غير المعاقين والقائمة على الالتزام بالضمانات الإجرائية التي يحددها القانون.» أما بموجب قانون تعليم الأفراد المعاقين فيتم تعريف التعليم العام الملائم المجاني بأنه برنامج تعليمي مخصص لطفل معين، وتم تصميمه لتلبية الاحتياجات الخاصة بهذا الطفل، كما أنه يتيح الوصول إلى المناهج الدراسية العامة ويلبي معايير المرحلة الدراسية التي تحددها الدولة، فضلاً عن أن الطفل يتلقى منه استفادة تربوية. وتقوم وزارة التعليم بالولايات المتحدة بإصدار لوائح تحدد وتُنظّم بنود التعليم العام الملائم المجاني.
ولكي يتسنى توفير التعليم العام الملائم المجاني لطفل معاق، ينبغي على المدارس أن تقدم له تعليمًا، يشتمل على دروس متخصصة وخدمات ذات صلة، يؤهله لما بعد ذلك من تعليم وعمل وحياة مستقلة.

## نشأة التعليم العام الملائم المجاني
تسبب قانون الأفلام المصحوبة بتعليق (The Captioned Films Act) لعام 1958 بالقانون العام 85-905 وقانون الموظفين المهنيين (rofessional Personnel Act) لعام 1959 بالقانون العام 86-158, في زيادة أشكال وكم التدريب الذي تلقاه الأفراد فيما يتعلق بكيفية تعليم الأطفال ذوي التخلف العقلي. وفي عام 1965، قام الكونجرس بإصدار كلاً من قانون التعليم الابتدائي والثانوي (Elementary and Secondary Education Act) بالقانون العام 92-424 وقانون المدارس الحكومية (State School’s Act) بالقانون العام 89-313, واللذين ينصان على تقديم منح للولايات لتعليم الأطفال المعاقين.
وفي القضية التي رفعتها مؤسسة بنسلفانيا للأطفال المعاقين (PARC)، رقم 343 الملحق الفيدرالي 279، ضد ولاية بنسلفانيا حكمت المحكمة بعدم أحقية الولاية في إنكار أو تأجيل أو إنهاء حصول أي طالب معاق ذهنيًا على التعليم العام. وتم التوصل إلى ذلك الحكم بعدما قامت هيئة التعليم بولاية بنسلفانيا وثلاث عشرة منطقة تعليمية ووزيرا التعليم والرعاية الاجتماعية التابعان للولاية برفع دعوى ضد ولاية بنسلفانيا. وجاء الحكم بوجوب أن يكون التعليم عملية مستمرة لا يقتصر تركيزها على الناحية الدراسية فقط بل على تعليم الأفراد كيفية التعامل مع البيئة المحيطة بهم أيضًا.
وفي قضية ميلز ضد هيئة التعليم بمقاطعة كولومبيا رقم 348 ملحق فيدرالي رقم 866 قامت مجموعة من الطلاب الذين صنفتهم المدارس العامة بمقاطعة كولومبيا على أنهم يعانون من تخلف عقلي واضطراب عاطفي وفرط حركة برفع دعوى مدنية ضد المدارس العامة بمقاطعة كولومبيا بعد عدم قبولهم بالمدارس العامة بدون إجراءات قانونية، وذلك وفقًا لحقوقهم التي نصت عليها مادة الحماية المتساوية (Equal Protection Clause) التي تضمنها التعديل الرابع عشر (Fourteenth Amendment). وأبطلت المحاكم قرار المدارس وأعلنت حق كافة الأطفال في مقاطعة كولومبيا في الحصول على تعليم عام مجاني بغض النظر عن إعاقتهم البدنية أو الذهنية أو العاطفية.

## التعليم العام الملائم المجاني كما هو محدد في الأصل بالقانون العام 94-142
في عام 1975 أصدر الكونجرس القانون العام 94-142 والمعروف أيضًا باسم قانون التعليم لكافة الأطفال المعاقين (Education for All Handicapped Children Act) الذي نص على أنه يجب على كافة المدارس العامة توفير تعليم عام ملائم ومجاني لكافة الطلاب بالتكاليف العامة دون تكلفة أولياء الأمور أو الطلاب بأية مصاريف إضافية، كما يجب أن تكون تلك العملية خاضعة للرقابة العامة وملائمة لاحتياجات الطفل.
وقد تضمن القانون العام 94-142 النقاط التالية:
- التعليم الخاص والخدمات الخاصة المصممة لتلبية احتياجات الطلاب المعاقين.[12]
- يجب أن تخضع حقوق الطلاب وأولياء الأمور لحماية القانون بموجب مادة الحماية المتساوية بالتعديل الرابع عشر.
- تكون المدارس مكلفة باكتشاف الطلاب المعاقين التابعين لها وعرضهم لمعرفة مدى استحقاقهم للخدمة.[11]
- يلزم وجود خطة تعليمية فردية للطلاب المعاقين.
- يجب أن يتلقى الطلاب المعاقين التعليم في بيئة أقل تقييدًا مع أقرانهم غير المعاقين.
- يجب تقييم الطالب قبل تصنيفه كمعاق.
- في حالة تحديد أن الطالب لديه إعاقة يجب على الدولة تقديم الخدمات الملائمة لإعاقته.
- للطلاب حق الإخطار والموافقة وفقًا للإجراءات القانونية.
- للطلاب المعاقين حقٌ في التعليم العام الملائم والمجاني.
- يقوم الكونجرس بتوفير 40% من التكاليف الإضافية لتعليم الطلاب المعاقين.

## التغييرات التي حدثت على مر السنين
تم تعديل القانون العام 94-142 وإعادة اعتماده عدة مرات منذ عام 1975، وفي عام 1986 تم تعديله ليصبح القانون العام 99-457، وقضى أحد التعديلات بأن تقوم الولايات بتقديم خدمات للمعاقين منذ ولادتهم. أما في التعديل الذي تم عام 1990 فقد أعاد القانون العام 101-476 تسمية القانون العام 94-142 ليصبح قانون تعليم الأفراد المعاقين. وركزت تعديلات القانون العام 105-17 التي تمت عام 1997 على تقديم خدمات انتقالية للأفراد المعاقين عند الانتهاء من مرحلة الثانوية العامة وبداية مرحلة البلوغ. ونصّت التعديلات بأنه على الخدمات الانتقالية الاهتمام بحصول الطلاب على فرص عمل ملائمة و/أو موارد اجتماعية. كما أوضحت أن الخطط التعليمية الفردية بحاجة إلى وجود أهداف قصيرة المدى. وفي عام 2004 تمت إعادة اعتماد قانون تعليم الأفراد المعاقين ومر بعدة تغييرات  ومن بين أهم التوجيهات التي تضمنتها هذه التعديلات أن مدرسو التربية الخاصة بحاجة إلى أن يصبحوا معلمين على درجة عالية من الكفاءة. كما أنه يجب على الولايات أيضًا وضع خطة وتحديد أهداف للطلاب للعمل على تلبيتها لتوفير تعليم عام ملائم ومجاني. ويؤدي الإخفاق في تحقيق ذلك إلى فرض عقوبات فيدرالية مثل فقد التمويل.

## اختلاف تطبيق التعليم العام الملائم المجاني
لقد كان للتغييرات التي حدثت بالقانون تأثيرًا على التطبيق المحلي والفيدرالي للتعليم العام الملائم المجاني. ويعد التقدم الدراسي لدى الطفل دليلاً على استيفاء التعليم العام الملائم المجاني. ومع ذلك وجّهت الأحكام المتعارضة للمحكمة العليا الخاصة بالتعليم العام الملائم المجاني الأنظار إلى اختلاف تطبيق التعليم العام المجاني الملائم في مختلف أنحاء الولايات المتحدة. وفي أول قضية خاصة بالتعليم العام الملائم المجاني أو قانون تعليم الأفراد المعاقين يتم عرضها على المحكمة العليا وهي قضية هيئة التعليم بالمنطقة التعليمية المركزية هندريك هدسون (Hendrick Hudson Central School District) ضد رولي (Rowley) قضت المحكمة العليا بعد تعيين مترجم لطالبة صماء. حيث زعمت الطالبة ووالداها أن عدم وجود مترجم يمنعها من تلقي تعليم عام ملائم مجاني. في حين أوضحت المحكمة أنه ينبغي على التعليم العام الملائم المجاني توفير تعليم متخصص، وفي حالة نجاح الطالب ووصوله إلى الصف الدراسي التالي خلال فصل دراسي شامل يكون قد تم استيفاء التعليم العام الملائم المجاني، ولا تحتاج الولاية إلى «زيادة قدرة كل طفل إلى أقصى حد». وأثارت هذه القضية التساؤل حول مدى تفاوت مؤشرات التعليم العام الملائم المجاني.

## المعايير الحالية للتعليم العام الملائم المجاني
يُقصد بالتعليم العام «المجاني» وجوب توفير الخدمات التعليمية على نفقة الدولة وخضوعها للرقابة العامة والتوجيه العام دون تكلفة أولياء الأمور بأية مصاريف سوى الرسوم التي يتحملها كافة الطلاب. وفي قضية هيئة التعليم ضد رولي نصت المحكمة العليا بالولايات المتحدة على إجراء تحقيق من جزأين لتحديد ما إذا كانت المنطقة التعليمية تستوفي متطلبات التعليم العام الملائم المجاني. أولًا، يجب «امتثال الولاية للإجراءات التي نص عليها القانون.» حيث تُمكن هذه الإجراءات والدي الطفل المعاق من الاطلاع على سجلات المدرسة والمشاركة في الاجتماعات وتقديم الشكاوى. كما يجب إخطار أولياء الأمور بأية اقتراحات خاصة بتغيير وضعهم التعليمي كما أن لهم الحق في الحصول على تقييم تعليمي مستقل. كما يمكنهم بدء جلسة حيادية وفقًا للأصول القانونية في حالة الإخفاق في الامتثال للقانون ورفع دعوى مدنية لاحقة للاعتراض على أي حكم سلبي بالجلسة. ثانيًا، يجب أن يهدف برنامج التعليم الفردي المتطور «إلى تمكين الطفل من الحصول على فوائد تعليمية.» ومن ثم في حالة تعلم الطفل في فصول التعليم العام العادية ينبغي تصميم برنامج التعليم الفردي بحيث يتمكن الطفل من تحقيق درجات النجاح والتقدم من مرحلة لأخرى.

### تعريف التعليم الملائم
تتضمن بعض المعايير المحددة بمواد متعددة بتشريع قانون تعليم الأفراد المعاقين بعض المتطلبات وهي أن تقوم المدارس بإمداد كل طفل (معاق) بتعليم:
- مُصمَّم لتلبية الاحتياجات التعليمية الفريدة لهذا الطالب
- يُلبي كلاً من الاحتياجات الدراسية والعملية
- يقدم «....الوصول إلى المناهج العامة لتلبية التوقعات الصعبة الموضوعة لكافة الطلاب» (بحيث تلبي معايير المرحلة الدراسية التقريبية التي حددتها الهيئة التعليمية التابعة للولاية للدرجة التي تجعله تعليمًا ملائمًا)[2]
- يتم تقديمه وفقًا لبرنامج التعليم الفردي (IEP) كما هو محدد في الفقرة 1414 (د),[2] and
- يهدف بحد معقول إلى تمكين الطفل من الحصول على فوائد تعليمية.

لا يلزم أن يكون التعليم العام الملائم المجاني الذي يقدمه برنامج التعليم الفردي أفضل ما يمكن ولا أن يُزيد القدرة التعليمية لدى الطفل إلى أقصى حد بل لابد أن يكون تعليمًا تم تصميمه بشكل خاص لتلبية احتياجات الطفل الخاصة وذلك بدعم الخدمات التي تسمح له بالاستفادة من التعليم. لا يضمن قانون تعليم الأفراد المعاقين سوى توفير مصدر الفرصة وهو التعليم المتخصص والخدمات ذات الصلة التي تم تصميمها بشكل فردي لتقديم الفائدة التعليمية. وبالتالي يقول رولي إن قانون تعليم الأفراد المعاقين «لا يمكن اعتباره على أنه فرض لأي معيار تعليمي أساسي معين على الولايات.»

### تعريف الفائدة التعليمية
نظرًا لأن التشريع لم يذكر شيئًا عن ماهية الفائدة التعليمية، يتم تحديد المعيار في اللوائح الفيدرالية أو عن طريق السوابق القضائية المستمرة. وتوصلت معظم المحاكم التي تناولت هذه القضية إلى أنه ينبغي أن يُحقق الطفل بعض التقدم الدراسي ليتبين مدى توفير التعليم العام الملائم المجاني. جدير بالذكر أن عدد من المحاكم حاولت تحديد مدى التقدم الكافي ولكن مازالت المعايير غامضة إلى حد ما.
وفي قضية هيئة التعليم ضد رولي أصدرت المحكمة العليا للولايات المتحدة حكمًا بأن قانون تعليم الأفراد المعاقين لا يطالب الولايات بإنشاء برامج تعليم فردي من شأنها «زيادة قدرة الأطفال المعاقين إلى الحد الأقصى.» ويؤكد حكم آخر تضمنته قضية يطلق عليها قضيةوالكزاك يقاضي المنطقة التعليمية المجانية الاتحادية بفلوريدا (Walczak v. Florida Union Free School District) عام 1998 أن الأطفال ليس لهم الحق في الحصول على أفضل تعليم يمكن توفيره مقابل مال بل من حقهم فقط الحصول على تعليم ملائم. وطلبت بعض المحاكم بأن يكون التقدم الذي يحققه الطفل هادفًا أو أكثر من الحد الأدنى.

## الأساس القانوني والتشريعات ذات الصلة
هناك ثلاثة تشريعات فيدرالية تتناول حق الأطفال المعاقين في الحصول على تعليم عام ملائم مجاني (FAPE) وهي: المادة 504 من قانون إعادة التأهيل لعام 1973 وقانون تعليم الأفراد المعاقين (IDEA) وقانون المعاقين الأمريكيين (ADA). ويعد التعليم العام الملائم المجاني حق مدني يعود أساسه إلى التعديل الرابع عشر لدستور الولايات المتحدة الذي يشتمل على فقرتي الحماية المتساوية والإجراءات القانونية.

### مقتطفات من قانون تعليم الأفراد المعاقين لعام 2004
يُعرِّف القانون العام 94-142 (قانون تعليم الأفراد المعاقين) بأنه خدمات تعليمية وخدمات ذات صلة خاصة يتم تقديمها على نفقة الدولة (أي مجانًا) وتستوفي معايير المستويات التقريبية للمرحلة والتي تحددها الهيئة التعليمية التابعة للولاية في سياق برنامج تعليم فردي يتم وضعه بمشاركة أولياء الأمور ووفقًا للإجراءات القانونية التي تشمل إمكانية المراجعة القضائية لتحديد مدى امتثال الولاية للقانون، ويعد الهدف من هذا البرنامج التعليمي الفردي هو «تمكين الطفل من الحصول على فوائد تعليمية إلى حد معقول» مثل الحصول على درجات النجاح واجتياز المرحلة الدراسية.

### مقتطفات من قانون المعاقين الأمريكيين (ADA)
يُجرّم العنوان الثاني من قانون المعاقين الأمريكيين (ADA) التفرقة على أساس وجود إعاقة من جانب الولاية والهيئات الحكومية المحلية، بما في ذلك المناطق التعليمية العامة. وبموجب العنوان الثالث يمنع قانون المعاقين الأمريكيين أيضًا التمييز ضد الطلاب المعاقين في المدارس الخاصة التي تعتبر أماكن عامة.
وبينما لا تتم مطالبة المدارس الخاصة بتوفير تعليم مجاني أو ملائم للطلاب المعاقين (وحسب التعريف لا يمكن أن تقدم مدرسة خاصة تعليم عام)، إلا أنه بموجب قانون المعاقين الأمريكيين يجب عليهم اتخاذ خطوات معقولة لضمان أن الطلاب المعاقين يستفيدون من البرنامج التعليمي للمدارس الخاصة على قدر من المساواة. وفي كثير من الأوقات يتطلب ذلك حدوث تغييرات في قواعد المدرسة مثل السماح للطفل ذي الحالة الصحية الخطيرة من حمل هاتف خلوي أو السماح باستخدام مسجلات شرائط أو أجهزة حاسوب محمولة في الفصل أو السماح لطالب لديه إعاقة حركة بوقت إضافي للسير بين الفصول. كما يمكن للمدرسة أيضًا تقديم مساعدات وخدمات إضافية مثل خدمات الترجمة بمساعدة الحاسوب والأجهزة السمعية المساعدة في محاضرات قاعات الاستماع وأجهزة استقبال تقدم تسميات توضيحية والتسمية التوضيحية المفتوحة والمغلقة وأجهزة اتصالات للصم (TDDs) وشاشات بث نصي. ولا تحتاج المدرسة الخاصة إلى تقديم مساعدة أو خدمة إضافية إذا كان بإمكانها توضيح أن تقديم هذه الخدمة قد يغير البرنامج بشكل كبير أو أنها تتطلب صعوبة أو تكلفة كبيرة، وتحت بعض الظروف قد تطلب المدارس دفع مزيد من الرسوم مقابل الخدمات الإضافية. فعلى سبيل المثال، إذا كانت هناك مدرسة تقدم خدمة التدريس بعد المدرسة لكافة الطلاب مقابل رسوم إضافية، يجوز لها فرض دفع نفس الرسوم على الطالب المعاق الذي يرغب في الحصول على هذه الخدمة.

### المادة 504 من قانون إعادة التأهيل لعام 1973
حدّد قانون إعادة التأهيل لعام 1973 متطلبات لعدم التمييز للهيئات الفيدرالية والبرامج الحكومية والمحلية التي تتلقى مساعدةً فيدرالية. ولا يمنع القانون بشكل مباشر التمييز من جانب الأفراد (كما يمنع قانون المعاقين الأمريكيين ADA) وإنما يمنع بشكل غير مباشر التمييز من قبل الهيئات الحكومية والمحلية التي تتلقى الدعم الفيدرالي. وينص المادة 504 على أن كل من هو بخلاف الفرد المؤهل المعاق في الولايات المتحدة، وفقًا لما هو مُحدد في المادة 705 (20) من هذا القانون، يجب استبعاده، فرديًا وفقًا لسبب إعاقته، من المشاركة في، أو حرمانه من فوائد، أو تعرضه للتفرقة في أي برنامج أو نشاط يتلقى دعمًا ماليًا فيدراليًا أو أي برنامج أو نشاط تقوم به أية هيئة تنفيذية أو مصلحة البريد بالولايات المتحدة."ونتيجة لما نصت عليه المادة 504، بدأت برامج التعليم العام بالولاية في الخضوع لمتطلبات فيدرالية غير تمييزية.
وتطلب المادة 504 أن تقوم المدرسة بتطوير خطة للطفل (بخلاف برنامج التعليم الفردي (IEP)، الذي يُعد عقدًا مُلزمًا من الناحية القانونية).

## وصلات خارجية
- Wrightslaw
- National Dissemination Center for Children with Disabilities (NICHCY)
- US Department of Education on FAPE under Section 504